# DJ Mosaken
DJ Mosaken (* 1982 in Teheran, Iran) ist ein österreichischer Hip-Hop-DJ. Er lebt seit seinem zweiten Lebensjahr in Wien.
Er begann seine Karriere im Jahr 2000 als DJ in diversen Wiener Diskotheken und Clubs. Anfang 2006 startete er mit DJ Master Cash eine wöchentliche Radiosendung auf Radio Energy in Österreich. 2017 ist er zum Radiosender Kronehit gewechselt. Mit seinem Mixtape „Beef In Germany“ arbeitete er 2005 den Diss-Wettstreit in Deutschland auf. Er ist auch als Tour-DJ für die österreichischen Rapper Joshi Mizu, Nazar und RAF Camora tätig gewesen. Seine Facebookseite gehört mit über einer Million Likes zu den Top 10 der beliebtesten in Österreich (Stand Juni 2018). Neben seiner Tätigkeit als DJ ist er auch als Veranstalter aktiv und inszeniert unter anderem die Partyreihe „Juicy“. DJ Mosaken gründete am 9. Juli 2022 die Automatenshop-Kette „Wiener Späti“, eine der ersten ihrer Art in Wien, mit einem Sortiment, das sich an Berliner Spätis orientiert. Seit 2022 ist er auch als Foodblogger aktiv.
DJ Mosaken ist seit 2007 Tour-DJ der Freestyle-Motocross-Show Masters of Dirt.

## Diskografie

### Vinyls
- 2003: Royal Cutz 2 (Vinyl)
- 2004: Sure Shots 1 (Vinyl)
- 2004: Sure Shots 2 (Vinyl)
- 2004: Royal Cutz 3 (Vinyl)